# ویلیام هویت (ورزشکار)
 ویلیام هویت (انگلیسی: William Hoyt؛ ۷ مهٔ ۱۸۷۵ – ۱ دسامبر ۱۹۵۴) یک ورزشکار اهل ایالات متحده آمریکا بود.